# Altorientalisches Institut
Das Altorientalische Institut der Universität Leipzig ist das älteste deutsche Forschungsinstitut für Altorientalistik. Es fand seinen Anfang 1874 mit Friedrich Delitzsch und besteht seit seiner Neugründung 1993 durch Claus Wilcke bis heute fort. Seit 2003 wird das Institut von Professor Michael P. Streck geführt.

## Geschichte
Die Altorientalistik etablierte sich als Wissenschaft im 19. Jahrhundert, nachdem zur Jahrhundertmitte die Entzifferung der Keilschrift gelang. Während die Universitäten in Paris und Oxford hierfür ein eigenes Fach einrichteten, wurden die altorientalischen Sprachen in Deutschland nur von Eberhard Schrader an der Universität Jena im Rahmen der alttestamentlichen Theologie gelehrt.

### Gründungsphase
Friedrich Delitzsch, ein Schüler Schraders, reichte 1874 in Leipzig seine Habilitationsschrift über assyrische Syllabare ein und schlug vor, ein entsprechendes Lehrfach einzurichten. Am 5. August desselben Jahres hielt er eine Probevorlesung über assyrische Literatur und erhielt am Folgetag die venia legendi für Assyriologie. 1877 ernannte die Leipziger Universität ihn zum außerordentlichen Professor, als der er am 23. Februar 1878 seine Antrittsvorlesung über „Keilschriftforschung und die Bibel“ hielt. Obgleich Delitzsch am 29. Mai 1885 zum ordentlichen Honorarprofessor für Assyriologie und Semitistik ernannt wurde, lehnte die Universität die Einrichtung einer ordentlichen Professur ab. Deshalb wechselte Delitzsch 1893 an die Universität Breslau und schließlich 1899 nach Berlin.
Die Nachfolge Delitzschs in Leipzig trat 1893 sein Schüler Heinrich Zimmern an, der ebenfalls planmäßiger außerordentlicher Professur wurde. Er hatte zuvor schon bei Delitzschs Vater, Franz Delitzsch, alttestamentliche Theologie studiert, wurde dann aber bei Friedrich Delitzsch 1885 promoviert. Nach Aufenthalten zur Habilitation an der Universität Königsberg und als Privatdozent an der Universität Halle nahm er 1894 seine Lehrtätigkeit in Jena auf. Er übernahm 1899 zunächst von Delitzsch die Professur in Breslau, kehrte jedoch zum 1. Oktober 1900 nach Leipzig zurück. Er wurde dort auf einen neu geschaffenen Lehrstuhl für Assyriologie berufen, den er bis zu seiner Emeritierung 1929 bekleidete. Dieser war an einem in diesem Jahr gegründeten Institut für Semitistik angesiedelt, das außerdem aus einem mit August Fischer besetzten Lehrstuhl für Arabistik bestand. Gemeinsam begründeten sie die Reihe „Leipziger Semitistische Studien“.
1905 trat Franz Heinrich Weißbach als außeretatmäßiger außerordentlicher Professor an Zimmerns Seite. Er war schon seit 1888 an der Universitätsbibliothek in Leipzig tätig und hatte sich 1898 mit einer Arbeit zum Sumerischen habilitiert. 1930 wurde er zum ordentlichen Honorarprofessor ernannt. Seine Tätigkeit endete 1935 mit der Vertreibung durch die Nationalsozialisten. Weitere Verstärkung erhielt Zimmern durch den Rechtshistoriker Paul Koschaker, der ab 1915 den Lehrstuhl für römisches und deutsches bürgerliches Recht innehatte. Er konnte 1926 die Gründung eines Seminars für orientalische Rechtsgeschichte durchsetzen, das dem Semitistischen Institut angegliedert war. Nach dem Weggang Weißbachs verließ auch Koschaker Leipzig und trat zum 1. April 1936 einen Lehrstuhl in Berlin an.
Besonders prägend für die deutsche Altorientalistik wurde Benno Landsberger, der ab 1908 in Leipzig studiert hatte und 1915 unter Zimmern mit einer Arbeit zum kultischen Kalender der Babylonier und Assyrer promoviert wurde. Nach einer durch den Ersten Weltkrieg bedingten Unterbrechung seiner Tätigkeit habilitierte er sich 1920 mit einer weiteren Arbeit zu Kalendarien. 1925 erhielt er eine außerordentliche Professur in Leipzig. Seine Antrittsvorlesung „Die Eigenbegrifflichkeit der babylonischen Welt“ gehört zu den meistzitierten Beiträgen der Altorientalistik im 20. Jahrhundert. Nach einem Jahr in Marburg trat er 1929 die Nachfolge Heinrich Zimmerns an. Während seiner Tätigkeit wurde das Semitistische Institut 1934 in Orientalisches Institut umbenannt. Als Jude wurde Landsberger ebenso wie Weißbach jedoch am 1. April 1935 entlassen und zur Emigration gezwungen. Er wirkte fortan am Aufbau der Universität in Ankara mit.

### Zeit des Nationalsozialismus und DDR
Mit dem Weggang Landsbergers, Weißbachs und Koschakers vollzog sich eine Zäsur in der Geschichte des Altorientalischen Instituts. Es bestand gleichwohl fort. Schon am 30. April 1936 wurde Landsbergers Stelle mit dem studierten Indogermanisten, klassischen Philologen, Semitisten und ehemaligen Lehrer Johannes Friedrich neu besetzt. Er hatte sich 1924 bei Zimmern in der damals jungen Teildisziplin der Hethitologie habilitiert und bekleidete schon ab 1929 eine außerordentliche Professur in Leipzig.
Er konnte die Lehrtätigkeit in Leipzig während der gesamten NS- und Besatzungszeit aufrechterhalten, mit einer kurzen Unterbrechung 1944/45 wegen seiner Einberufung in die Wehrmacht. Sein Wirken in Leipzig endete erst 1950 mit seiner Abberufung an die Freie Universität Berlin.
Vor allem beim Wiederaufbau der Institutsbibliothek wurde Friedrich von Hans-Siegfried Schuster unterstützt, der schon am 4. Dezember 1943 einen Teil der von Zimmern angelegten Tontafelsammlung des Instituts aus einem Bombenhagel rettete. Er konnte hierbei vor allem auf den Nachlass des am 20. Februar 1944 bei Markkleeberg zu Tode gekommenen Weißbach zurückgreifen. Schuster wurde 1960 zum Dozenten, befand sich jedoch beim Mauerbau am 13. August 1961 außerhalb der DDR und kehrte daher auch nie zurück, sondern wirkte danach an der Universität zu Köln.
Ab 1954 wurde mit Herbert Petschow die Abteilung für orientalische Rechtsgeschichte am Orientalischen Institut wieder ins Leben gerufen und mit der Abteilung für Assyriologie zur Abteilung für Sprachen, Archäologie und Rechtsgeschichte des Alten Orients zusammengefasst. Petschow wurde 1956 außerdem auf den Lehrstuhl für Antike Rechtsgeschichte an der Ludwig-Maximilians-Universität München berufen. Fortan wirkte er zweimal jährlich für 6 Wochen als Gastdozent in Leipzig. Seinen Assistentenstuhl übernahm Joachim Oelsner, der bis 1966 am Institut blieb und dann die Betreuung der Hilprecht-Sammlung Vorderasiatischer Altertümer der Universität Jena übernahm. Ab 1960 wirkte in Leipzig außerdem Manfred Müller, der 1968 bei Petschow promoviert wurde. Unter dem SED-Regime war das Institut erheblichen Repressalien ausgesetzt und diente letztlich nur der Erweiterung des Lehrangebots der Alten Geschichte.

### Nach der Wiedervereinigung
Nach dem Mauerfall gelang infolge des Todes Petschows zunächst kein Wiederaufbau des Faches. Die Universität Leipzig schrieb jedoch 1992 eine Professur aus, auf die dann 1993 Claus Wilcke berufen wurde. Er war in Heidelberg bei Adam Falkenstein, einem Schüler Landsbergers, promoviert worden und hatte ab dann in München gewirkt. Mit ihm wurde das Altorientalische Institut am 1. Oktober 1993 neu gegründet. Manfred Müller erhielt ab 1994 eine außerplanmäßige Professur, die er bis zu seinem Tod 2000 innehatte. 2006 wurde Suzanne Herbordt auf eine außerplanmäßige Professur für Vorderasiatische Archäologie in Leipzig berufen. Sie hatte zuvor schon regelmäßig Lehrveranstaltungen angeboten.
Am 1. August 2003 trat Michael P. Streck die Nachfolge Wilckes an, die er bis heute innehat.

## Bekannte Mitarbeiter und Absolventen
Neben den genannten Professoren wirkten am Altorientalischen Seminar auch
- Adam Falkenstein – Professor für Assyriologie in Göttingen (1930–1940) und für Semitische Sprachen in Heidelberg (ab 1940)
- Hans Gustav Güterbock – Professor für Hethitologie in Ankara, Uppsala und Chicago
- Fritz Rudolf Kraus – Professor für Assyriologie in Wien und Leiden
- Wolfram von Soden – Professor für Assyriologie und Arabistik in Göttingen (1936–1945), Wien (bis 1954) und Münster (bis 1976)
- Subhi Anwar ar-Raschid – ehemaliger Leiter des Irakischen Nationalmuseums
- 1993–1998: Konrad Volk – Professor für Altorientalistik in Tübingen
- 1993–1998: Walther Sallaberger – Professor für Altorientalistik in München
- 1994–1996: Doris Prechel – Professorin für Altorientalistik in Mainz
- 1996–2007: Joost Hazenbos – Professor für Hethitologie in Amsterdam
- 1999–2008: Annette Zgoll – Professorin für Altorientalistik in Göttingen